# Tour de Pologne 1973
30. edycja wyścigu kolarskiego Tour de Pologne odbyła się w dniach 9–21 lipca 1973. Rywalizację rozpoczęło 102 kolarzy, a ukończyło 79. Łączna długość wyścigu – 1512,1 km.
W jubileuszowym wyścigu startowały dwie narodowe reprezentacje Polski, reprezentacje klubowe oraz kolarze zagraniczni z Francji, NRD, Włoch, Holandii i Kuby. Pierwsze miejsce w klasyfikacji generalnej zajął Lucjan Lis (Polska I), drugi był Ryszard Szurkowski, a trzeci Tadeusz Mytnik (Polska I). Sędzią głównym wyścigu był Janusz Kuciński.

## Etapy
| Etap      | Data     | Start - meta                       | Długość (km)            | Zwycięzca etapu         | Lider              |
| I etap    | 9 lipca  | Warszawa dookoła stadionu X-lecia  | 2,1                     | Ryszard Szurkowski      | Ryszard Szurkowski |
| II etap   | 10 lipca | Warszawa – Sochaczew               | 162                     | Ryszard Szurkowski      | Ryszard Szurkowski |
| III etap  | 11 lipca | Sochaczew – Inowrocław             | 197                     | Bruno Vicino            | Bruno Vicino       |
| IV etap   | 12 lipca | Inowrocław – Piła                  | 136                     | Ryszard Szurkowski      | Bruno Vicino       |
| V etap    | 13 lipca | Piła - Koszalin                    | 171                     | Stanisław Szozda        | Bruno Vicino       |
| VI etap   | 14 lipca | Sławno - Koszalin                  | 41 (jazda ind. na czas) | Ryszard Szurkowski      | Ryszard Szurkowski |
| VII etap  | 16 lipca | Koszalin - Stargard Szczeciński    | 170                     | Lucjan Lis              | Lucjan Lis         |
| VIII etap | 17 lipca | Stargard Szczeciński - Międzyrzecz | 135                     | Janusz Kowalski         | Lucjan Lis         |
| IX etap   | 18 lipca | Międzyrzecz - Zielona Góra         | 178                     | Jean-Louis Danguillaume | Lucjan Lis         |
| X etap    | 19 lipca | Zielona Góra - Lubin               | 154                     | Longin Nadolny          | Lucjan Lis         |
| XI etap   | 20 lipca | Lubin - Leszno                     | 134                     | Ryszard Szurkowski      | Lucjan Lis         |
| XII etap  | 21 lipca | Pleszew - Kalisz                   | 32 (jazda ind. na czas) | Tadeusz Mytnik          | Lucjan Lis         |

## Końcowa klasyfikacja generalna

### Klasyfikacja indywidualna
| Poz. | Zawodnik           | Kraj   | Zespół    | Czas (średnia km/h)       |
| ---- | ------------------ | ------ | --------- | ------------------------- |
| 1.   | Lucjan Lis         | Polska | Polska I  | 34h 36' 08" (43,700 km/h) |
| 2.   | Ryszard Szurkowski | Polska | Polska I  | +01' 19"                  |
| 3.   | Tadeusz Mytnik     | Polska | Polska I  | +03' 21"                  |
| 4.   | Stanisław Szozda   | Polska | Polska II | +05' 48"                  |
| 5.   | Józef Kaczmarek    | Polska | LZS I     | +06' 05"                  |
| 6.   | Wojciech Matusiak  | Polska | Gwardia   | +06' 38"                  |
| 7.   | Siegfried Kramer   | NRD    | NRD       | +07' 47"                  |
| 8.   | Lech Kluj          | Polska | CRZZ I    | +08' 43"                  |
| 9.   | Michael Milde      | NRD    | NRD       | +09' 33"                  |
| 10.  | Carlos Cardet      | Kuba   | Kuba      | +10' 34"                  |

### Klasyfikacja drużynowa
Klasyfikacji drużynowej nie przeprowadzono.

### Klasyfikacja najaktywniejszych
| 1. | Ryszard Szurkowski | Polska | 85 pkt |
| 2. | Stanisław Szozda   | Polska | 60 pkt |
| 3. | Lucjan Lis         | Polska | 40 pkt |
| 4. | Michael Milde      | NRD    | 40 pkt |
| 5. | Wojciech Matusiak  | Polska | 37 pkt |

### Klasyfikacja górska
Klasyfikacji górskiej nie przeprowadzono.

### Klasyfikacja na najszybszego kolarza
| 1. | Ryszard Szurkowski | Polska |
| 2. | Tadeusz Mytnik     | Polska |
| 3. | Dieter Gonschorek  | NRD    |
| 4. | Józef Kaczmarek    | Polska |
| 5. | Lucjan Lis         | Polska |

### Klasyfikacja na najlepszego kolarza do lat 22
| 1. | Siegfried Kramer | NRD    |
| 2. | Carlos Cardet    | Kuba   |
| 3. | Jan Brzeźny      | Polska |
| 4. | Simone Fraccaro  | Włochy |
| 5. | Bruno Vicino     | Włochy |